# Vouauxiella lichenicola
Vouauxiella lichenicola är en lavart som först beskrevs av Linds., och fick sitt nu gällande namn av Petr. & Syd. 1927. Vouauxiella lichenicola ingår i släktet Vouauxiella, divisionen sporsäcksvampar och riket svampar.  Arten är reproducerande i Sverige. Inga underarter finns listade i Catalogue of Life.